# Tuile valdôtaine
Les tuiles valdôtaines ou aostoises sont une spécialité culinaire de la ville d'Aoste.

## Histoire
Les tuiles sont introduites à Aoste en 1930 par les pâtissiers Boch d'après une recette inspirée des tuiles aux amandes de Normandie

## Variante
Il existe la variante des tuiles aostoises recouvertes de chocolat.